# Милтон (Делавэр)
Милтон (англ. Laurel) — город в округе Сассекс в штате Делавэр США. По данным переписи 2020 года, численность населения составляла 3291 человек.

## Население
| 2010 | 2020  |
| ---- | ----- |
| 2576 | ↗3291 |